# Gabriele Parenti
Gabriele Parenti (Buti, 27 ottobre 1947) è uno scrittore, regista e giornalista italiano.

## Biografia
Laureato in Giurisprudenza nell'Università di Pisa, per molti anni ha svolto attività didattica e di ricerca per gli insegnamenti di Filosofia del diritto e Dottrina dello Stato.
Assunto in Rai a seguito di concorso ha coordinato la Scuola di formazione di Firenze (in quel periodo ha collaborato con Orazio Costa in un corso per registi Rai).Ha collaborato con INA (Institut National Communication Audiovisuelle) di Parigi.
Dal 1985 curatore del contenitore RF Spazio Toscana, poi di Intercity (Radio2). Regista Rai è stato autore e conduttore di molti programmi culturali come la rubrica di storia "Il sogno e la memoria" per Radio2 e Senti la montagna(Radio1), curatore di   "Pronto Australia,qui Italia", ideato da Walter Cerquetti, prodotto da Radio1 con l'emittente pubblica australiana SBS di Sydney. Ha realizzato documentari Tv per i quali ha vinto vari premi come “Fibula d'oro-Abetone 2006,premio speciale al X Festival del Cinema amatoriale di Bolgheri 2008,ed è stato tra i personaggi televisivi premiati al Festival di Villa Basilica. 
Nel 2008 autore con Pier Francesco Listri di una docu-fiction RF su Giorgio La Pira. Nel 2009 curatore di "Carta Prima - la Costituzione italiana" su Rai Parlamento.
Impegnato nel volontariato, negli anni 2009/10 è il primo presidente della Conferenza Permanente delle Autonomie Sociali organo ausiliario del Consiglio Regionale della Toscana.
È stato in Rai conduttore e regista di rubriche RF e Tv,talk show, anche in collaborazione con Tv estere . Fino al momento della pensione ha curato la programmazione di documentari Tv e programmi RF della Sede Rai di Firenze. 
Intensa l'attività di scrittore con monografie e articoli su periodici specializzati.  Ha collaborato con Storia e Dossier, Studi di Filosofia politica e diritto e attualmente con Testimonianze, Il Governo delle idee, Stamp Toscana. 
E'stato docente nell'Università dell'Età libera di Firenze e del Laboratorio di Ricerca sociale dell'Università di Pisa diretto dal Prof.Ampola e ha tenuto workshop e seminari nei tre Atenei toscani.
Regista di quasi un centinaio di sceneggiati radiofonici realizzati dal 1985 al 2011 tratti da opere letterarie e originali radiofonici.
Il 24 gennaio 2015 un suo racconto è stato premiato nella X edizione del Concorso letterario capannese “Renato Fucini". Regista del film  Ritorno al viaggio  di Umberto Broccoli ,  dal 2011 ha realizzato numerosi documentari, docu-film e  mini fiction televisive.
Autore di numerosi saggi di storia moderna e contemporanea.

## Regista

### Video
- Nuove tecnologie e beni culturali Documentario(1998)
- Ritorno al viaggio un docufilm di Umberto Broccoli Rai 3, Rai International (2000)
- Tuscan lifestyle documentario (2006) per Rai International
- Il sindaco del sorriso (Lando Conti) Coautore con Nicola Cariglia per Rai International (2007)
- È già domani – Sede Rai Toscana (2008)
- Le nuove povertà documentario presentato al Convegno internazionale sulle povertà (2008)
- Zona Cesarini minifiction - coautore con Bruno Santini (2012) in onda su Rai 3 (30 minuti di..)
- Solchi antichi:la cultura popolare alle radici dell'identità toscana  filmato di documentazione (2014)
- Eran belli i miei castelli  Fiction su testi di Silvia Barchielli regia (con B.Santini e L.Scucchi) e coordinamento (2015)
- Passaggio di tempo: per guardare oltre.  filmato di documentazione girato a Buti (Pisa), (2015)
- Alla ricerca del lago scomparso. Documentario sull'ex lago/padule di Bientina (Sesto) 2015
- L'impegno della Toscana contro la pena di morte (1995-2015). Documentario 2016
- La Toscana sulla Frangigena. Storie, misteri e curiosità di una Via Maggiore, docu-film regista con Arianna Valentino, 2016.
- Sulle strade dei Lorena:la via Giardini Ximenes video di documentazione Regista 2017
- Indipendenza della Toscana e la "rinascita" di Buti. Fiction Autore e regista 2017
- Il lago perduto. Bonifiche lorenesi e Cateratte Ximeniane. autore e regista docu 2017.
- Sulla strade dei Lorena: da Pontassieve al Passo del Muraglione. video di documentazione regista e autore progetto 2018.
- Pietro Frediani: un poeta pastore nell'età lorenese. regista, documentarista e autore progetto 2018.
- La Congiura dei Pazzi e i Castelli della Valdisieve. Documentario storico regista autore 2019
- Da Porta S.Gallo. In Toscana al tempo dei Lorena. Fiction Tv in 3 puntate. Regista, autore del soggetto e sceneggiatura 2019
- 1859. Dalla Toscana la svolta per l'Unità d'Italia Fiction autore sceneggiatore e regista 2019
- Cosimo I a Pisa.  La deviazione dell'Arno e le Cascine medicee (Fiction) autore sceneggiatore e regista 2019
- Quando spunta un giorno nuovo (fiction)  Soggettista e Sceneggiatore Festa della Toscana 2019
- Dimensione anziani. documentario Fap Acli Toscana 2022.
- 80 anni. La storia delle Acli narrata da cinque presidenti nazionali 2024

### fiction radiofoniche
- Delitto in Facoltà  1991
- Matilde di Canossa: la leonessa dell'Appennino in 5 puntate (2010)
- Caterina Sforza signora di Romagna in 5 puntate per Rai International (2011).
- Podcast Una passeggiata nel tempo

## Pubblicazioni
(elenco parziale)
- Il pensiero politico di Blanqui, ETS 1976.
- Il pensiero dell'esilio, ETS ,1985.
- Cultura e politica nel primo Gramsci, P&T 1985.
- Oltre Itaca - L'Europa fra il crepuscolo e l'alba, Pagnini Edit., 1991.
- La sfida. La vita, il coraggio, il pensiero di Robert Kennedy, Pagnini Edit., 1999.
- Il sogno e la memoria: inquietudini e speranze nell'epoca della globalizzazione, Pagnini Martinelli Edit., 2001.
- Il lato oscuro: enigmi della storia e strategie di comunicazione, Pagnini Martinelli Edit., 2002.
- I mulini a vento di Che Guevara Testimonianze 2005.
- Oltre l'immagine - Manuale di sopravvivenza alla comunicazione globale Bandecchi&Vivaldi, 2006
- Sui crinali della storia (con Federico Gelli), La Spezia 2006
- Napoleone in sala stampa (spin doctor nella storia), Polistampa 2008.
- Diritti di cittadinanza, qualità della vita (a cura di), Bandecchi&Vivaldi, 2010.
- Un'avventura coloniale alle sorgenti del Nilo Governo idee 2011.
- Il sogno di Afrodite, l'inganno di Apollo, Pagnini Edit. , 2011.
- Luigi XV e lo scenario europeo nel XVIII secolo, Lampidistampa, Milano 2014
- Il giorno in cui i fanti marciarono muti. Origini della prima guerra mondiale e ruolo dell'Italia, Lampistampa, Milano 2016
- La televisione : una fata morgana della contemporaneità?  in AAVVV Pensieri sulla bellezza vol. coll. di  “Testimonianze”   2017
- La Toscana dai Medici ai Lorena: una complessa vicenda diplomatica, "Il Governo delle idee" n.144, Firenze 2018.
- Conversazioni su Tex con Claudio Nizzi ne  “Il governo delle idee”   n..  146  - ott.  2018
- Da despota a simbolo dell'anticolonialismo. "La regina Taitù" in Testimonianze   2019
- Napoleone III e il Risorgimento italiano( due puntate) in “ Idee di Governo” nn 3 e 4  - 2019
- 1464, l’armeggeria di Bartolomeo Benci per Marietta Strozzi, “StampToscana”   18 Ottobre, 2020
- La svolta del Piave. Da Caporetto a Vittorio Veneto e alla ”difficile” pace. Ediz. EDA Firenze 2019
- Il sogno infranto di Ippolito de’ Medici , in   “Idee di governo “ n 11  -  2020
- Il falso, il vero e il verosimile nella ricostruzione della storia in "La verità separata dai fatti" vol. coll. Testimonianze mar. 2020
- Attacco alla Grecia (28 ottobre 1940)  in “ Idee di Governo”   n 12  - 2020
- Boulanger o delle radici storiche del populismo in "Le tre sfide dell'Europa"  vol. coll. Testimonianze, dic. 2020
- Giostre e metafore politiche nella Firenze del Magnifico in "Idee di Governo"  n 14 -2021
- Teresa nell'Ortis: dall'iconografia alla poetica in "Idee di governo"  n. 15 2021
- E le Acli decretarono la fine del collateralismo in vol.coll. "Cattolici,sinistra Pci,memorie di un dialogo alla prova"  "Testimonianze" 2021.
- Il fascino discreto ma irresistibile di Lotte (Rileggendo il Werther di Goethe) in "Idee di Governo" n.16/2021
- Julie: Nouvelle Héloise fragile, intrepida, passionale, in "Idee di Governo" n.17/2022
- Tornerà il tempo. Buti e la rinascita dei piccoli centri nel segno della qualità della vita. Edizioni EDA 2022.
- D'Annunzio e l'epica della Repubblica marinara pisana in "Idee di Governo"  n 20/2022
- La marcia su Roma fra interrogativi irrisolti e zone d'ombra in "Idee di Governo" n 23/ 2022
- Quando i pantaloni erano un tabù in  Pianeta Donna  vol. monografico di Testimonianze n 541/2022
- La iuridictio del pretore peregrino di Feliciano Serrao. Un classico degli studi romanistici "Idee do governo" n 24/2023
- Hic et nunc: il mondo dei media fra narrazione e rappresentazione in  "Testimonianze" n 548-49,  2023
- La deriva mussoliniana fra il Patto d'acciaio e il sogno dell'impoero mediterraneo "Idee di Governo" n.29 2024.
- Alla (ri)scoperta di Obizzo da Montegarullo in  "Idee di governo" n.30 2024
- Echi e suggestioni di Toscana. Luoghi,memorie,identità,   Edizioni EDA 2024
- La Fap Acli Toscana e l'importanza della memoria (a cura di)  Effigi C&P Editore 2025
- Lo sfuggente,inquietante fascino di Elena di Sparta, in  "Idee di governo"  n 36  dic 2024

## = Note
1. ↑  v.teca sede Rai per la Toscana
2. 1 2  Ibidem
3. ↑  http://www.consiglioregionaletoscana.it[collegamento interrotto] - organismi istituzionali - Conferenza autonomie sociali